# Oficina Federal d'Estadística (Suïssa)
L'Oficina Federal d'Estadística (FSO) és una agència federal de la Confederació Suïssa. És l'oficina d'estadística de Suïssa, situada a Neuchâtel i adscrita al Departament Federal d'Afers Interns. L'Oficina Federal d'Estadística és el proveïdor de serveis nacionals i el centre de competències per a observacions estadístiques en àrees d'importància nacional, social, econòmica i ambiental. L'OFS és el principal productor d'estadístiques del país i gestiona el grup de dades d'estadístiques suïsses. Proporciona informació sobre totes les matèries cobertes per les estadístiques oficials. L'oficina està estretament relacionada amb el panorama estadístic nacional, així com amb socis del món de la ciència, els negocis i la política. Treballa estretament amb Eurostat, l'Oficina d'Estadístiques de la Unió Europea, per tal de proporcionar informació que també sigui comparable a nivell internacional. Els principis clau que l'oficina manté al llarg de les seves activitats estadístiques són la protecció de dades, la fiabilitat científica, la imparcialitat, l'actualitat i l'orientació al servei.

## Història

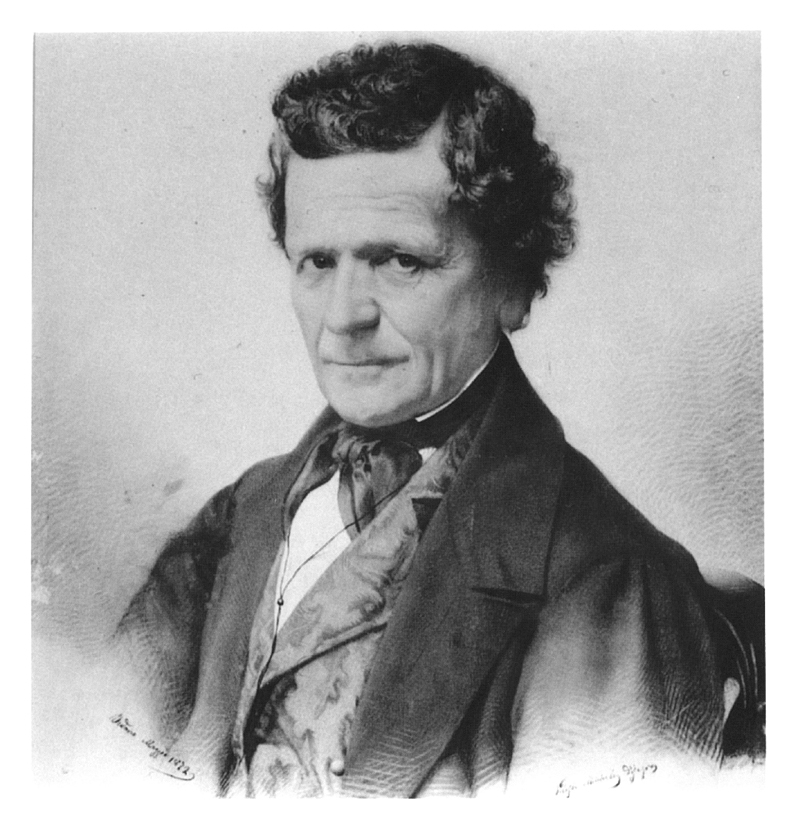
Stefano Franscini, director del Departament d'Afers Interns (1848-1857).

Amb la fundació de l'Estat federal suís el 1848, les estadístiques van guanyar importància a nivell nacional: les estadístiques van esdevenir la tasca del Departament d'Afers Interns dirigit per Stefano Franscini, que va realitzar el primer cens de població a l'estat federal recentment fundat el 1850. El 1860 es va fundar a Berna l'Oficina Federal d'Estadística (l'actual Oficina Estadística Federal), on va estar ubicada fins al 1998. Des de 1998 totes les seccions de la FSO estan ubicades en un edifici de Neuchâtel. L'any de la fundació de la FSO, es va aprovar una llei federal sobre el cens de població que es realitzaria cada deu anys. Deu anys després es va ampliar la llei. El 1870, el Parlament va aprovar una breu llei limitada a qüestions organitzatives sobre "enquestes estadístiques oficials a Suïssa". El 1992, es va substituir per la més actualitzada Llei federal d'estadístiques. La nova Constitució Federal de 1999 incloïa per primera vegada un article (art. 65) relatiu a les estadístiques. El 2002 es va aprovar la Carta d'Estadística Pública Suïssa Un dels objectius de la Carta és establir principis universals basats en normes internacionals, però que també tinguin en compte les particularitats del sistema estadístic suís. L'acord de cooperació bilateral entre Suïssa i la Unió Europea en matèria d'estadístiques va entrar en vigor el 2007. L' Anuari estadístic de Suïssa es va publicar per primera vegada el 1891 i des de llavors ha estat publicat sense interrupció per la FSO. Des de 1987, la FSO ha fet que la informació estadística important estigui disponible en línia en format electrònic i el 1996 es va ampliar aquest servei i es va afegir la base de dades i el lloc web STATINF

## Missió
L'OFS produeix i publica informació estadística destacada sobre la situació actual i el desenvolupament de la nació i la societat, de l'economia i del medi ambient. També ofereix anàlisis exhaustives, crea escenaris de desenvolupaments futurs i protegeix les dades històriques.
Són vàris els mètodes utilitzats per a l'adquisició de dades: entrevistes directes, observació més o menys automatitzada, anàlisis de dades administratives, enquestes completes d'enumeració i enquestes representatives de mostres. L'eficiència dels sistemes d'informació estadística moderns està determinada en gran manera pel tipus d'adquisició de dades. Per raons legals i financeres, es dona preferència a l'ús sistemàtic de les dades existents en lloc de fer noves enquestes directes amb la consegüent càrrega per als entrevistats.
Les troballes estadístiques es difonen de diverses formes i mitjançant diferents canals: com a taules o indicadors acompanyats de comentaris o gràfics i mapes, com a documents impresos o en format electrònic, en versions estàndard o a mida.
Enquestes regulars FSO (selecció):
- Cens de població
- Cens empresarial

Índex nacional de preus al consumidor (2005-2010).

- Índex nacional de preus al consumidor (IPC)
- Enquesta de població activa suïssa (SLFS)
- Enquesta d'estructura de guanys suïssa (SESS)

### Cens de població
El primer cens de població federal va tenir lloc el març de 1850 sota la direcció del conseller federal Stefano Franscini. A més de comptar el nombre d'habitants, també se’ls va preguntar sobre el seu sexe, edat, estat civil, professió, ocupació i confessió religiosa. Entre el 1860 i el 2000 es va fer un cens cada deu anys al desembre. Les úniques excepcions a aquest ritme de deu anys van ser el cens de població de 1888 (presentat com a base per a la revisió de les assignacions de circumscripció) i el cens de població de 1941 (retardat per la mobilització de l'exèrcit el maig de 1940). El cens del 2000 va ser l'últim que va utilitzar mètodes tradicionals. A partir del 2010 s'ha introduït un canvi fonamental: el cens de població, en un nou format, serà realitzat i analitzat anualment per la FSO. Per tal de disminuir la càrrega a la població, la informació s’obté principalment dels registres de població i es complementa amb enquestes de mostra. A partir d'aquest any, només una petita proporció de la població (al voltant del 5%) serà enquestada per escrit o per telèfon. El primer dia de referència per al nou cens serà el 31 de desembre de 2010.

## Base jurídica
Les estadístiques públiques estan ancorades a la constitució suïssa. En una votació celebrada el 18 d'abril de 1999, l'electorat suís va aprovar una revisió total de la constitució, que ara inclou un article d'estadístiques (art. 65) sobre la posada en marxa i la competència d'estadístiques:

## Gamma de productes

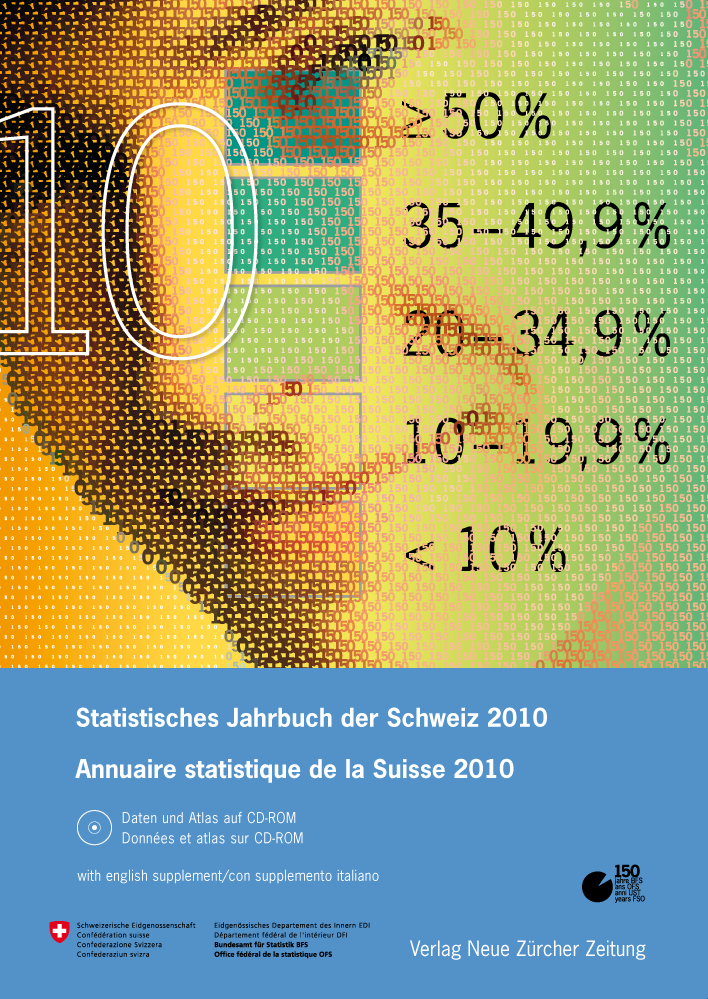
Anuari estadístic 2010

L'Oficina Federal d'Estadística (FSO) ofereix els productes següents:
- el portal d'estadístiques a Internet
- Publicacions
- anàlisis espacials en un sistema d'informació geogràfica (SIG)
- cartografia temàtica
- un servei de consulta telefònica i servei de fax a la carta les 24 hores (índex nacional de preus al consumidor)
- un centre d'informació obert al públic en general (Espace public) a Neuchâtel amb biblioteca i informació electrònica
- una gamma especialitzada de productes per a escoles amb gràfics i ajuts didàctics (fòrum de les escoles)

El portal d'estadístiques (www.statistik.admin.ch) permet publicar ràpidament les troballes estadístiques més destacades. El lloc web s’actualitza diàriament. Els enllaços i les baixades condueixen directament al contingut. Els subscriptors de RSS reben notificacions de nous resultats i activitats estadístiques a través del portal i, per tant, es poden mantenir actualitzats.
La gamma de productes de les estadístiques federals es divideix en 22 àrees temàtiques (* només disponible en alemany i francès):
- Conceptes bàsics i visions generals[4]
- Població[5]
- Territori i medi ambient[6]
- Ocupació i ingressos[7]
- Economia nacional[8]
- Preus[9]
- Indústria i serveis[10]
- Agricultura, silvicultura[11]
- Energia *[12]
- Construcció i habitatge *[13]
- Turisme *[14]
- Mobilitat i transport[15]
- Bancs i assegurances *[16]
- Seguretat social[17]
- Salut[18]
- Educació i ciència[19]
- Cultura, mitjans de comunicació, societat de la informació, esports *[20]
- Política *[21]
- Finances públiques *[22]
- Delinqüència, justícia penal[23]
- Situació econòmica i social de la població[24]
- Desenvolupament sostenible[25]